# Plagionotulus senegalensis
Plagionotulus senegalensis är en skalbaggsart som först beskrevs av François Louis Nompar de Caumont de Laporte och Hippolyte Louis Gory 1841.  Plagionotulus senegalensis ingår i släktet Plagionotulus och familjen långhorningar.
Artens utbredningsområde är Senegal. Inga underarter finns listade i Catalogue of Life.